# 白浜町消防本部
白浜町消防本部（しらはまちょうしょうぼうほんぶ）は、和歌山県西牟婁郡白浜町の消防部局（消防本部）。管轄区域は白浜町とすさみ町の全域。本部庁舎は南紀白浜空港の隣接地にある。

## 概要
- 消防本部：和歌山県西牟婁郡白浜町2927番地の259
- 管内面積：375.75km2
- 職員定数：79人
- 消防署3カ所
- 主力機械（2008年4月1日現在）
  - 普通消防ポンプ自動車：3
  - 水槽付消防ポンプ自動車：3
  - はしご付消防自動車：1
  - 化学消防車：1
  - 救急自動車：5
  - 指揮車：3
  - 救助工作車：2
  - その他車両：3

## 組織
- 白浜消防署 - 警防第1係、警防第2係、警防第3係
所在地：白浜町2927番地の259
管轄：合併前の白浜町の区域
- 日置川消防署 - 警防第1係、警防第2係、警防第3係、庶務予防係
所在地：白浜町日置980番地の1
管轄：合併前の日置川町の区域・白浜町の一部(椿)
- すさみ消防署 - 警防第1係、警防第2係、警防第3係
所在地：すさみ町周参見2928番地1[1]
管轄：すさみ町の区域

すさみ消防署については、すさみ町公共施設高台移転の一環で新たに建設された「すさみ町防災センター」内に2019年3月24日に移転した。